# Anthony van den Hurk
Anthony Edsel Johannes van den Hurk (Veghel, 9 januari 1993) is een Nederlands voetballer die doorgaans speelt als aanvaller. In juli 2025 verruilde hij Helmond Sport voor Roda JC. Van den Hurk maakte in 2021 zijn debuut in het Curaçaos voetbalelftal.

## Clubcarrière
Van den Hurk speelde vanaf het seizoen 2006/07 bij PSV, waar hij speelde voor de C1, de B1 en de A1, totdat zijn contract afliep. FC Den Bosch was de club waar de aanvaller zijn carrière zou voortzetten. Een half jaar en drie invalbeurten later mocht hij vertrekken. FC Eindhoven nam de speler over. Voor die club debuteerde Van den Hurk op 1 februari 2013 tegen Excelsior. Later scoorde de aanvaller ook nog tegen zijn oude club FC Den Bosch, alsmede in het duel tegen Sparta Rotterdam. Van den Hurk verlengde zijn contract bij FC Eindhoven in juni 2015 tot medio 2017.
In de zomer van 2016 verkaste Van den Hurk naar De Graafschap, waar hij zijn handtekening zette onder een tweejarige verbintenis als vervanger van de naar Heracles Almelo vertrokken Vincent Vermeij. Na het seizoen 2017/18 promoveerde De Graafschap naar de Eredivisie. In de eerste drie wedstrijden op dat niveau kwam Van den Hurk niet in actie, waarop hij naar MVV Maastricht trok. In Limburg tekende hij voor twee seizoenen.. Van den Hurk maakte in zijn eerste seizoen vijftien doelpunten voor MVV Maastricht. MVV Maastricht eindigde dat seizoen als twaalfde. Voorafgaand aan het seizoen 2019/20 werd Van Den Hurk door trainer Fuat Usta benoemd tot aanvoerder van MVV.
Van den Hurk tekende in februari 2020 een contract voor twee seizoenen bij Helsingborgs IF, dat in zou gaan per 1 juli. Op 5 maart 2020 maakte hij echter al per direct de overstap. Met Helsingborgs degradeerde Van den Hurk in 2020 uit de Allsvenskan. Het jaar erop werd de derde plek bereikt in de Superettan, welke recht gaf op een plek in de nacompetitie voor promotie. Hierin werd Halmstads BK verslagen, waardoor Helsingborgs IF na een jaar weer terugkeert op het hoogste niveau. In de zomer van 2022 ging hij naar het Turkse Çaykur Rizespor. Begin 2023 werd hij verhuurd aan het Poolse Górnik Zabrze..
In de zomer van 2023 tekende Van den Hurk een contract voor twee seizoenen bij Helmond Sport. Hij debuteerde op 23 oktober 2023 tegen FC Dordrecht (1–1). Hij kwam een kwartier voor tijd in de ploeg voor Håkon Lorentzen. Op 19 januari 2024 maakte hij zijn eerste doelpunt tegen Jong PSV (2–2). Hij scoorde dat seizoen vier keer in drieëntwintig wedstrijden. In de openingswedstrijd van het seizoen 2024/25, tegen Jong FC Utrecht (1–1) scoorde hij meteen zijn eerste van dat seizoen. Dat seizoen was hij een vaste waarde in het elftal van Kevin Hofland, waarbij hij vijftien keer wist te scoren. Mede door zijn doelpunten stond Helmond Sport na zes wedstrijden bovenaan in de Eerste divisie, maar zakte daarna weg. In mei 2025 werd bekend dat hij na afloop van zijn contract bij Helmond Sport voor een jaar bij Roda JC Kerkrade tekende.

## Clubstatistieken
| Seizoen | Club            | Competitie     | Competitie | Competitie | Beker | Beker | Nacompetitie | Nacompetitie | Totaal | Totaal |
| Seizoen | Club            | Competitie     | Wed.       | Dlp.       | Wed.  | Dlp.  | Wed.         | Dlp.         | Wed.   | Dlp.   |
| ------- | --------------- | -------------- | ---------- | ---------- | ----- | ----- | ------------ | ------------ | ------ | ------ |
| 2012/13 | FC Den Bosch    | Eerste divisie | 3          | 0          | 0     | 0     | —            | —            | 3      | 0      |
| 2012/13 | FC Eindhoven    | Eerste divisie | 9          | 2          | 0     | 0     | —            | —            | 9      | 2      |
| 2013/14 | FC Eindhoven    | Eerste divisie | 22         | 5          | 0     | 0     | 2            | 1            | 24     | 6      |
| 2014/15 | FC Eindhoven    | Eerste divisie | 13         | 7          | 1     | 0     | 2            | 1            | 16     | 8      |
| 2015/16 | FC Eindhoven    | Eerste divisie | 27         | 11         | 0     | 0     | 2            | 0            | 29     | 11     |
| 2016/17 | FC Eindhoven    | Eerste divisie | 2          | 0          | 0     | 0     | —            | —            | 2      | 0      |
| 2016/17 | De Graafschap   | Eerste divisie | 29         | 12         | 0     | 0     | —            | —            | 29     | 12     |
| 2017/18 | De Graafschap   | Eerste divisie | 20         | 7          | 1     | 0     | 3            | 0            | 24     | 7      |
| 2018/19 | MVV Maastricht  | Eerste divisie | 36         | 15         | 1     | 0     | —            | —            | 37     | 15     |
| 2019/20 | MVV Maastricht  | Eerste divisie | 28         | 17         | 1     | 0     | —            | —            | 29     | 17     |
| 2020    | Helsingborgs IF | Allsvenskan    | 27         | 11         | 0     | 0     | —            | —            | 27     | 11     |
| 2021    | Helsingborgs IF | Superettan     | 25         | 16         | 4     | 1     | 2            | 1            | 31     | 18     |
| 2022    | Helsingborgs IF | Allsvenskan    | 14         | 3          | 0     | 0     | —            | —            | 14     | 3      |
| 2022/23 | Çaykur Rizespor | 1. Lig         | 12         | 2          | 1     | 1     | —            | —            | 13     | 3      |
| 2022/23 | → Górnik Zabrze | Ekstraklasa    | 6          | 1          | 0     | 0     | —            | —            | 6      | 1      |
| 2023/24 | Helmond Sport   | Eerste divisie | 23         | 4          | 1     | 0     | —            | —            | 24     | 4      |
| 2024/25 | Helmond Sport   | Eerste divisie | 34         | 15         | 1     | 0     | —            | —            | 35     | 15     |
| 2025/26 | Roda JC         | Eerste divisie | 0          | 0          | 0     | 0     | —            | —            | 0      | 0      |
| Totaal  | Totaal          | Totaal         | 330        | 128        | 11    | 2     | 11           | 3            | 352    | 133    |

Bijgewerkt op 1 juli 2025.

## Interlandcarrière
Van den Hurk maakte zijn debuut in het Curaçaos voetbalelftal op 25 maart 2021, toen een kwalificatiewedstrijd voor het WK 2022 tegen Saint Vincent en de Grenadines met 5–0 gewonnen werd. Van den Hurk mocht van bondscoach Guus Hiddink in de basis beginnen en maakte het tweede doelpunt op aangeven van Jarchinio Antonia. Juninho Bacuna had daarvoor de score geopend en maakte ook de derde. Antonia tekende voor de vierde Curaçaose treffer en Elson Hooi besliste de eindstand. Van den Hurk werd zestien minuten na rust gewisseld ten faveure van Rangelo Janga. De andere Curaçaose debutanten dit duel waren Jeremy Antonisse (PSV) en Roshon van Eijma (TOP Oss).
| Interlands van Anthony van den Hurk voor Curaçao | Interlands van Anthony van den Hurk voor Curaçao | Interlands van Anthony van den Hurk voor Curaçao | Interlands van Anthony van den Hurk voor Curaçao | Interlands van Anthony van den Hurk voor Curaçao | Interlands van Anthony van den Hurk voor Curaçao | Interlands van Anthony van den Hurk voor Curaçao |
| №                                                | Datum                                            | Wedstrijd                                        | Uitslag                                          | Competitie                                       | Goals                                            |                                                  |
| Als speler bij Helsingborgs IF                   | Als speler bij Helsingborgs IF                   | Als speler bij Helsingborgs IF                   | Als speler bij Helsingborgs IF                   | Als speler bij Helsingborgs IF                   | Als speler bij Helsingborgs IF                   | Als speler bij Helsingborgs IF                   |
| ------------------------------------------------ | ------------------------------------------------ | ------------------------------------------------ | ------------------------------------------------ | ------------------------------------------------ | ------------------------------------------------ | ------------------------------------------------ |
| 1                                                | 25 maart 2021                                    | Curaçao – Saint Vincent en de Grenadines         | 5 – 0                                            | WK 2022 kwalificatie                             | 17'                                              |                                                  |
| 2                                                | 28 maart 2021                                    | Cuba – Curaçao                                   | 1 – 2                                            | WK 2022 kwalificatie                             |                                                  |                                                  |
| 3                                                | 5 juni 2021                                      | Britse Maagdeneilanden – Curaçao                 | 0 – 8                                            | WK 2022 kwalificatie                             |                                                  |                                                  |
| 4                                                | 8 juni 2021                                      | Curaçao – Guatemala                              | 0 – 0                                            | WK 2022 kwalificatie                             |                                                  |                                                  |
| 5                                                | 15 juni 2021                                     | Curaçao – Panama                                 | 0 – 0                                            | WK 2022 kwalificatie                             |                                                  |                                                  |
| 6                                                | 3 juni 2022                                      | Curaçao – Honduras                               | 0 – 1                                            | Nations League 2022/23                           |                                                  |                                                  |
| 7                                                | 6 juni 2022                                      | Honduras – Curaçao                               | 1 – 2                                            | Nations League 2022/23                           | 82'                                              |                                                  |

Bijgewerkt op 1 juli 2025.